# Садиров, Бимурат
Бимурат Садиров (Садыров) (1911 год -?) — председатель колхоза «Шабаган» Иргизского района Актюбинской области, Казахская ССР, фигурирующий в одном из редких случаев посмертной отмены присвоенного звания Героя Социалистического Труда. 

## Биография и трудовая деятельность
Бимурат Садиров родился в 1911 году. Казах по национальности.
На протяжении многих лет возглавлял колхоз «Шабаган» Иргизского района, занимаясь организацией сельскохозяйственного производства, в том числе развитием животноводства.
В 1948 году в колхозе «Шабаган» был достигнут высокий показатель в коневодстве: при табунном содержании вырастили 60 жеребят от 60 кобыл, находившихся на начало года.
За эти достижения Указом Президиума Верховного Совета СССР от 7 октября 1949 года Садирову было присвоено звание Героя Социалистического Труда с вручением ордена Ленина и золотой медали «Серп и Молот».

### Расследование и аннулирование награды
В 1952 году на основании жалоб колхозников была проведена проверка, которая выявила грубые нарушения при оформлении наградных документов. Было установлено, что в процессе подготовки документов на награждение колхозников в 1949 году по инициативе Садирова была внесена информация о несуществующем колхознике Дуйсене Суинове. Награды, предназначенные Суинову, фактически получил другой колхозник — табунщик Сундетбай Адыров.
Из-за халатности и формального подхода к организации работы Садиров был снят с должности председателя колхоза и получил строгий партийный выговор. 15 октября 1952 года он был осуждён судом к одному году лишения свободы.
Впоследствии было выдвинуто ходатайство о лишении Садирова звания Героя Социалистического Труда. Председатель Совета Министров Казахской ССР поддержал ходатайство.
В июне 1954 года Президиум Верховного Совета СССР издал указ, аннулирующий звание Героя Социалистического Труда Бимурату Садирову и Дуйсену Суинову, а также отменяющий указ от 2 сентября 1948 года о награждении Суинова орденом Ленина. Это решение стало итогом разбирательства, подтвердившего необоснованность награждений.
Случай Садирова вошёл в историю как пример неправомерного присвоения государственных наград в СССР. Он демонстрирует недостатки системы, связанные с необъективностью и халатностью в подготовке наградных документов.